# Birgit Blättel-Mink
Birgit Blättel-Mink (* 1957 in Heidelberg) ist eine deutsche Soziologin. Sie ist seit 2004 Professorin für Industrie- und Organisationssoziologie am Fachbereich Gesellschaftswissenschaften der Johann Wolfgang Goethe-Universität Frankfurt am Main und seit 2023 Professorin im Ruhestand.

## Werdegang
Birgit Blättel-Mink studierte Soziologie an der Universität Mannheim. 1983 promovierte sie an der Universität Heidelberg bei Mario Rainer Lepsius mit ihrer Arbeit Innovation in der Wirtschaft – Determinanten eines Prozesses. Im Jahr 2000 habilitierte sie sich an der Universität Stuttgart mit einer Schrift zum Thema „Wirtschaft und Umweltschutz“. Sie ist in diesem Zeitraum in unterschiedlichen Funktionen und Einrichtungen im In- und Ausland tätig gewesen. So war sie 1992 bis 1993 Senior Researcher am Centre for Social Research am University College Cork (Republik Irland), von 1994 bis 1999 Hochschulassistentin in der Abteilung für Umwelt- und Techniksoziologie der Universität Stuttgart und vor ihrer Habilitation von 1999 bis 2000 Projektleiterin an der Akademie für Technikfolgenabschätzung in Baden-Württemberg. Von 2000 bis 2004 vertrat sie den Lehrstuhl Arbeits- und Organisationssoziologie an der Universität Stuttgart, bevor sie im Jahr 2004 zur Universitätsprofessorin mit dem Schwerpunkt für Industrie- und Organisationssoziologie an den Fachbereich Gesellschaftswissenschaften der Johann Wolfgang Goethe-Universität in Frankfurt am Main berufen wurde.
Innerhalb wie außerhalb der Goethe-Universität Frankfurt am Main war und ist sie in unterschiedlichen Ämtern und Funktionen tätig: Aktuell ist sie unter anderem Mitglied des Cornelia Goethe Centrums für Frauenstudien und die Erforschung der Geschlechterverhältnisse (CGC), Mitglied im Beirat der Sektion Umweltsoziologie der Deutschen Gesellschaft für Soziologie (DGS) und Mitglied des Stiftungsrats des Institut für Sozialforschung (IfS).
Von 2012 bis 2020 war sie wissenschaftliche Direktorin des Instituts für Wirtschaft, Arbeit und Kultur in Frankfurt am Main (IWAK). Von 2019 bis 2021 war sie Vorsitzende der Deutschen Gesellschaft für Soziologie (DGS) und von 2015 bis 2021 war sie Mitglied des Koordinationsgremiums des Netzwerks Verbraucherforschung beim BMJV.

## Forschung und Lehre
Blättel-Mink hat insbesondere zur Fortentwicklung des Verhältnisses von Organisations- und Umweltsoziologie beigetragen, ein Thema, welches in der deutschen Soziologielandschaft bis dato wenig untersucht war. Bedeutsam sind zudem ihre Beiträge zum Verhältnis von Organisation und Kunden – etwa in ihrer Auseinandersetzung mit der „Prosument:innen“-Debatte –, zum nachhaltigen Konsum und zur internationalen Innovationsdebatte. Auch die Frauen- und Geschlechterforschung im Zusammenhang mit organisations- und arbeitssoziologischen Forschungsfragen sind ihr ein zentrales Anliegen. Zudem hat sie ein interdisziplinär geprägtes Wissenschafts- und Forschungsverständnis entwickelt und forschte problembezogen.
Im Rahmen ihre Lehrtätigkeiten ist sie offen für neue Lehrformate und eLearning. Im Falle von Letzterem hat sie an dem eLearning-Tool „Social Research Skills“ mitgewirkt. Es ist im Kern ein Instrument, das es Studierenden erlaubt, sich hinsichtlich bestimmter relevanter Kenntnisse aus dem Bereich der „Methoden der Sozialforschung“ selbst evaluieren zu können.

## Schriften(Auswahl)

### Bücher als (Mit-)Autorin
- Blättel-Mink, Birgit/Menez, Raphael (2015). Kompendium der Innovationsforschung (2. Auflage), Wiesbaden: VS-Verlag für Sozialwissenschaften
- Blättel-Mink, Birgit (2001). Wirtschaft und Umweltschutz. Grenzen der Integration von Ökonomie und Ökologie. Frankfurt am Main: Campus (Habilitationsschrift)
- Blättel-Mink, Birgit (1994). Innovation in der Wirtschaft – Determinanten eines Prozesses. Frankfurt am Main: Lang (Dissertation)

### (Mit-)Herausgeberschaften
- Blättel-Mink, Birgit / Schulz-Schaeffer, Ingo / Windeler, Arnold (Hrsg.) (2021). Handbuch Innovationsforschung. Sozialwissenschaftliche Perspektiven Wiesbaden: VS-Verlag für Sozialwissenschaften
- Blättel-Mink, Birgit (Hrsg.) (2021) Gesellschaft unter Spannung. Verhandlungen des 40. Kongresses der Deutschen Gesellschaft für Soziologie 2020
- Blättel-Mink, Birgit/Hickler, Thomas/Küster, Sybille/Becker, Hendrike (Hrsg.) (2021) Nachhaltige Entwicklung in einer Gesellschaft des Umbruchs. Wiesbaden: Springer VS – open access[6]
- Blättel-Mink, Birgit/Ebner, Alexander (Hrsg.) (2020) Innovationssysteme: Technologie, Institutionen und die Dynamik der Wettbewerbsfähigkeit. 2. Aufl. Wiesbaden: Springer VS
- Blättel-Mink, Birgit/Noack, Torsten / Onnen, Corinna / Späte, Katrin und Stein-Redent, Rita (Hrsg.) (2019) Flüchtigkeiten. Sozialwissenschaftliche Debatten. Wiesbaden: Springer VS
- Blättel-Mink, Birgit/Kenning, Peter (Hrsg.) (2019) Paradoxien des Verbraucherverhaltens. Dokumentation der Jahreskonferenz 2017 des Netzwerks Verbraucherforschung. Berlin/New York: Springer Verlag

- Blättel-Mink, Birgit/Franzke, Astrid/Wolde, Anja (Hrsg.) (2011). Gleichstellung im Reformprozess der Hochschulen. Neue Karrierewege für Frauen. Frankfurter Feministische Texte. Sulzbach/Ts: Ulrike Helmer Verlag.
- Blättel-Mink, Birgit/Hellmann, Kai-Uwe (Hrsg.) (2009). Prosumer Revisited: Zur Aktualität einer Debatte. Reihe: Konsumsoziologie und Massenkultur. Wiesbaden: VS-Verlag für Sozialwissenschaften.
- Blättel-Mink, Birgit/Kramer, Caroline (Hrsg.) (2009). Doing Aging – Weibliche Perspektiven des Älterwerdens. Band 7 der Reihe: Schriften des Heidelberger Instituts für Interdisziplinäre Frauen- und Geschlechterforschung (HIFI) e.V., Baden-Baden: Nomos
- Blättel-Mink, Birgit/Ebner, Alexander (Hrsg.) (2009). Innovationssysteme: Technologie, Institutionen und die Dynamik der Wettbewerbsfähigkeit. Wiesbaden: VS-Verlag für Sozialwissenschaften

### Zeitschriftenbeiträge
- Briken, Kendra; Rau, Alexandra; Blättel-Mink, Birgit (2021) Akademische Sorgearbeit in Zeiten ihrer digitalen Verhinderung. In: Kritische Berichte, Jg. 49, Nr. 4, S. 108–120
- Jaeger-Erben, Melanie, Birgit Blättel-Mink, Doris Fuchs, Konrad Götz, Nina Langen und Henrike Rau (2020) Grenzen des Konsums im Lebensverlauf: Gelegenheiten, Hürden und Gestaltungsspielräume. In: GAIA, 29/4, S. 218–223
- Blättel-Mink, Birgit (2019) Krisenwissenschaft Soziologie – Wissenschaft in der Krise? In: Soziologie, Zeitschrift der DGS, Jahrgang 48, Heft 1, 2019. Campus Verlag, Frankfurt a. M., S. 37–51
- Blättel-Mink, Birgit (2019) Innovationen in Wirtschaft und Gesellschaft. In: Organisationsberatung, Supervision, Coaching, Jg. 26, Nr. 1. S. 53–64
- Wenzl, Luigi/Blättel-Mink, Birgit (2018) Grandfathers For Rent – If Aging Men Care. In: Masculinities. A Journal of Identity and Culture, 9-10: S. 65–96
- Pettibone, Lisa/Blättel--Mink u. a. (2018) Transdisciplinary Sustainability Research and Citizen Science: Options for Mutual Learning. GAIA 27/2: S. 222–225
- Blättel-Mink, Birgit/Boddenberg, Moritz/Gunkel, Lenard/Schmitz, Sarah/Vaessen, Franziska (2017) Beyond the Market – New Practices of Supply in Times of Crisis. The Example Community-Supported Agriculture. In: International Journal of Consumer Studies, 41/4: S. 415–421; doi:10.1111/ijcs.12351